# Uncaria scandens
Uncaria scandens là một loài thực vật có hoa trong họ Thiến thảo. Loài này được (Sm.) Hutch. miêu tả khoa học đầu tiên năm 1916.